# Lenguas ngemba
Las lenguas ngemba son un grupo dialectal de las lenguas de los pastizales de los pastizales occidentales de Camerún. Las lenguas de este grupo son:
Awing (Mbwe'wi)-Bamukumbit, Bafut-Beba, Kpati, Mbili-mbui, Mendankwe-nkwen–mankon–Mundum (ngemba), Pinyin.

## Comparación léxica
Los numerales en diferentes lenguas ngemba son:
| GLOSA | Awing  | Bafut           | Bambili- Bambui | Bamukumbit | Mendankwe- Nkwen | Ngemba (Mankon) | Pinyin | PROTO- NGEMBA |
| ----- | ------ | --------------- | --------------- | ---------- | ---------------- | --------------- | ------ | ------------- |
| '1'   | mɔ̌     | mɔ́ʔɔ̂            | mɔ̀ʔɔ̀            | m²mɔʔɔ⁷⁷   | mɔ̄h              | mɔ́ʔɔ̂            | mɔ́ʔɔ̀   | *mɔʔɔ         |
| '2'   | pɛ́     | báà             | bə̀gə̀            | bɛ         | bəgə             | bâ              | páá    | *baɣa         |
| '3'   | térə́   | tárə̀            | tyè             | tɑrɨ       | tarɔ             | tárə̂            | tárə̀   | *tɑrɨ         |
| '4'   | nə̀kwà  | kwàà            | kyà             | nɨkwɑ      | kua              | kwà             | kwà    | *-kwa         |
| '5'   | ténə̀   | ntáà            | tɔ̀ɔ̀             | jitɑ̃       | tan              | tánə̀            | tânə̀   | *tan(ə)       |
| '6'   | tóɣə́   | ntóʔò           | ntúú            | jintoʔ     | ntɔ̄              | ntúɣú           | ǹtô    | *ntoɣo        |
| '7'   | sàmbɛ́  | sàmbà           | ʃàmbà           | ʃɑmbɛ      | sāmbā            | sàmbà           | sàmbâ  | *sambɛ        |
| '8'   | nə̀fémə́ | fwámə́           | nɨ̀fɔ̀ɔ̀           | nɨfɔ̃       | nəfah            | nɨ̀fámə́          | nə̀fámə̂ | *nə-fam       |
| '9'   | nə̀púʔə́ | kwálìʔí/ nɨ̀bùʔû | nɨ̀bɛ̀ʔɛ̀          | nɨ²buʔ²¹   | nəbuɔ̄h           | nɨ̀bùʔû          | nə̀pùʔə̂ | *nə-buʔu      |
| '10'  | nə̀ɣə́mə́ | tàwûm/ nɨ̀wûm    | nɨ̀ɣám           | nɨwũ       | nəɣəm            | nɨ̀ɣɨ̂m           | nə̀wúmə̀ | *nə-ɣum       |